# La Providencia, Sabanilla
La Providencia är en ort i Mexiko.   Den ligger i kommunen Sabanilla och delstaten Chiapas, i den sydöstra delen av landet, 700 km öster om huvudstaden Mexico City. La Providencia ligger 386 meter över havet och antalet invånare är 145.
Terrängen runt La Providencia är bergig åt nordväst, men åt sydost är den kuperad. La Providencia ligger nere i en dal. Runt La Providencia är det ganska tätbefolkat, med 96 invånare per kvadratkilometer. Närmaste större samhälle är Simojovel de Allende, 11,8 km söder om La Providencia. Trakten runt La Providencia består till största delen av jordbruksmark.